# James Mortlock
James Mortlock, geboren als James Lawson (* 12. August 1760 in Edinburgh; † im 19. Jahrhundert), war ein schottischer Seeoffizier, der durch seine Entdeckungen im Pazifik Bekanntheit erlangte.

## Biographie
James Mortlock wurde am 12. August 1760 als James Lawson in Edinburgh geboren. Seine Mutter Mary (1740–1817), geborene Mortlock, stammte aus Kirtling, Cambridgeshire.
Lawson trat am 1. September 1779, zur Zeit des Amerikanischen Unabhängigkeitskrieges, der Royal Navy bei. Vermutlich hatte er bereits vorher auf Handelsschiffen gearbeitet. Er heuerte als Vollmatrose an Bord der HMS Romney an, eines 50-Kanonen-Linienschiffs des 4. Ranges mit 1047 Tonnen unter dem Kommando von George Johnstone. Bereits nach einem Monat wurde er als Midshipman eingestuft und war damit praktisch ein Offizierskadett unter der Schirmherrschaft des Kapitäns.
Nach nicht einmal drei Monaten wechselte Mortlock am 26. November 1779 als Master auf die HMS Rattlesnake. Er war damit mit nur 19 Jahren für die Navigation und die Führung des Schiffes verantwortlich.
Die Rattlesnake war zunächst vor der portugiesischen Küste eingesetzt. Im Juni 1780 segelte sie als Teil eines Geschwaders unter Johnstone am 13. März 1781 von Portsmouth aus mit dem Auftrag ab, das holländische Gebiet am Kap der Guten Hoffnung zu erobern. Hintergrund der Aktion war der Ausbruch des Englisch-Niederländischen Krieges von 1780. Am 11. April kam es zu der Seeschlacht bei Porto Praya zwischen dem britischen Geschwader und mit Holland verbündeten französischen Schiffen unter Suffren. Die Rattlesnake griff allerdings nicht in diesen Kampf ein.
In der Folge war die Rattlesnake im Südatlantik aktiv, um spanische Schiffe aufzubringen. Am 21. Oktober 1781 lief das Schiff bei der Insel Ilha da Trindade, ca. 1300 Kilometer vor der brasilianischen Küste, auf einen Felsen, schlug leck und musste von der Besatzung aufgegeben werden. Die Besatzung lebte drei Monate auf der winzigen Insel, bis sie von der Bristol, die in einem Konvoi aus Indien kommend die Insel passierte, aufgenommen wurde.
1783 diente er auf der La Naiad und nahm anschließend, nach dem Friedensschluss von Paris im September, zunächst seinen Abschied aus der Royal Navy.
Im Juli 1786 ließ er sich reaktivieren und ging für drei Jahre auf die HMS Savage, eine 1778 in Ipswich gebaute 16-Kanonen-Schaluppe.
Am 26. Juli 1784 änderte er seinen Nachnamen mit königlichem Einverständnis in Mortlock. Dies geschah mit einem Nachweis seiner Abstammung, der im College of Arms aufbewahrt und so in einem von Isaac Heard, Garter King of Arms, unterzeichneten Brief bestätigt wurde. Der Brief wurde von Mortlock nochmals vorgelegt, als er im Januar 1790 zum Leutnant befördert wurde.
In diesem Dienstgrad erhielt Mortlock ein Kommando auf der Schaluppe HMS Flint, mit der er vor der Isle of Wight kreuzte, um „Mortlock’s Artificial Horizon“ zu testen, eine Erfindung Mortlocks, bei dem eine Wasserwaage mit geeigneten Einstellschrauben über dem Rahmen eines Sextanten befestigt wurde. Dies ermöglichte die Messung der Sonnenhöhe selbst bei schwerem Seegang. Am 22. April 1791 legte er dem Board of Longitude eine ausführliche Erklärung seiner Erfindung vor, erhielt aber keine Anerkennung seiner Leistung, vermutlich, weil seine Erfindung im Wettbewerb mit anderen sehr ähnlichen Projektoren künstlicher Horizonte stand.

### Reise in den Pazifik
Am 11. September 1794 heuerte Mortlock in Deptford auf dem Handelsschiff Young William an, dass von der Regierung von New South Wales gechartert worden war, um nach einem Zwischenstopp in Australien eine Ladung Tee aus Whampoa nach England zu bringen. Das Schiff konnte aber zunächst wegen des Krieges gegen Frankreich nicht auslaufen.
Erst am 24. Mai 1795 konnte Mortlock ablegen. Das Schiff erreichte am 11. Juli Rio de Janeiro, wo bis zum 22. Juli Proviant ergänzt wurde. Am 19. August passierte das Schiff das Kap der Guten Hoffnung und erreichte am 4. Oktober schließlich Port Jackson (Sydney Harbour). Am 28. Oktober setzte Mortlock seine Reise nach China fort, wobei er eine Route wählte, bei der er Neuguinea östlich passierte.
Am 19. November 1795 sichtete Mortlock ca. 200 Kilometer nordöstlich von Bougainville eine Inselgruppe, die er Governor Hunter Isles nannte, die heute aber Takuu bzw. Tauu Islands heißen.

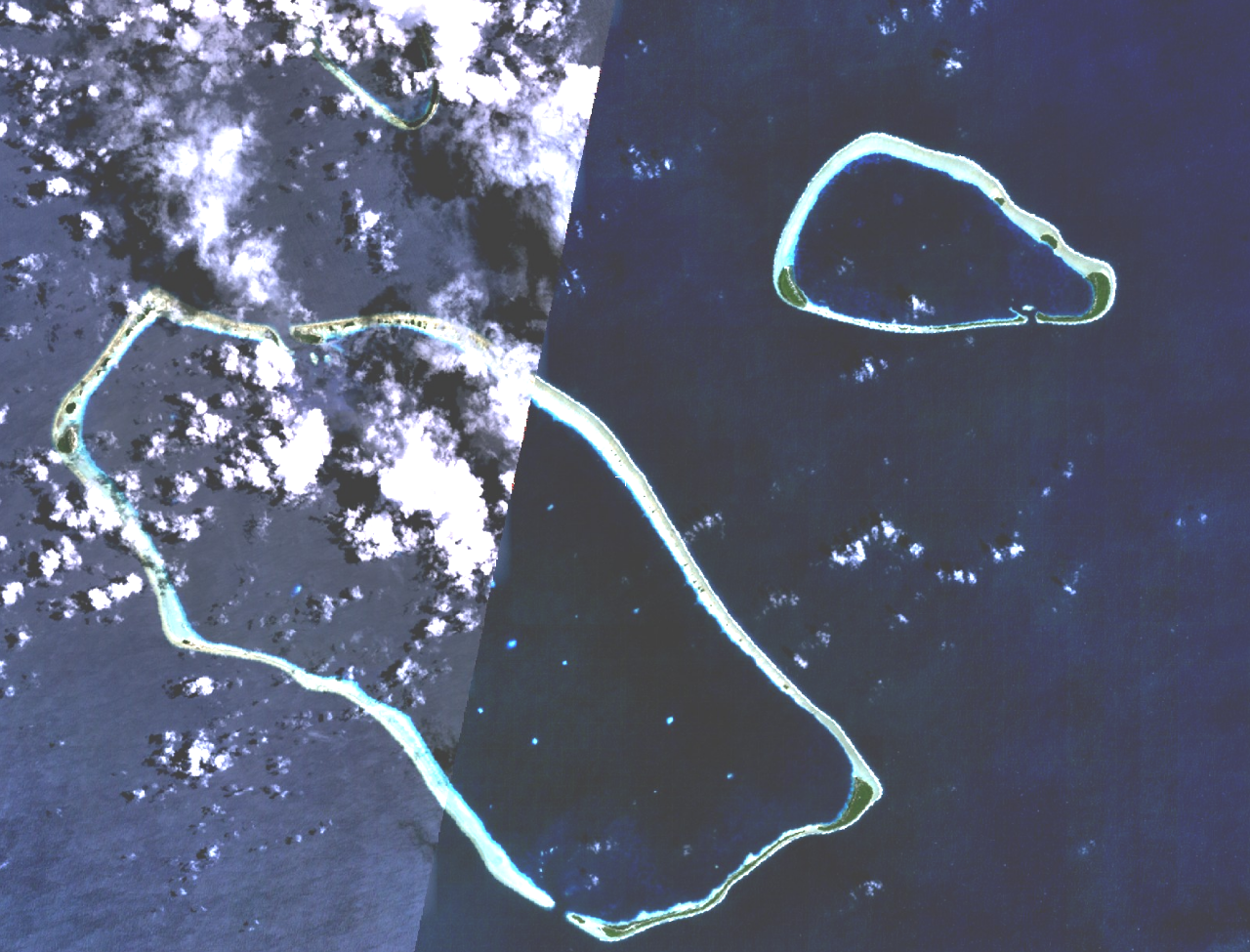
Die drei Atolle der Mortlock Islands im Satellitenbild

Am Morgen des 28. November erreichte die Young William das Gebiet der Karolinen. Direkt vor sich entdeckte Mortlock eine Inselgruppe, die er südlich umfahren ließ. Er fertigte eine Planskizze der gesichteten Inseln an und gab die Position des südöstlichen Punktes des Atolls (heute Satawan bzw. Satowan) als 5°17'N, 153°28’E an, was für die technischen Möglichkeiten der damaligen Zeit eine recht genaue Messung war.
Möglicherweise war Satawan zwei Jahre zuvor von der Britannia, unter Captain William Raven, gesichtet worden. Das gesamte Truk-Atoll, zu dem die gesichteten Inseln gehörten, wurde erstmals 1616 auf einer Expedition der beiden Holländer Willem Cornelisz Schouten und Jacob Le Maire entdeckt und 1643 von Abel Tasman und 1790 von einem Captain Wilkinson besucht.
Weiterhin sichtete Mortlock als erster Europäer die Insel Puluwat.
Die Young William erreichte am 13. Dezember Macau und segelte weiter nach Whampoa, um dort zu überwintern und Tee zu laden. Das Schiff machte schließlich in England am 2. August 1796 fest. Dies war die einzige Reise, die Mortlock mit der Young William machte.

### Weiterer Lebensweg
Im April 1798 hielt er sich in Kapstadt auf und verließ die Stadt im Oktober an Bord seines „Privateers“ Britannia, eines von ihm finanzierten, bescheidenen Schiffes mit einer Besatzung von 31 Mann, um feindliche Schiffe zu kapern. Am 25. Juni 1799 traf die Britannia acht Meilen südwestlich von Rio de Janeiro auf ein hundert Tonnen schweres spanisches Handelsschiff, die Nuestra Señora de Carmen. Das Schiff versuchte zu fliehen, wurde aber nach einem Warnschuss von seiner Besatzung aufgegeben und als Prise genommen. Mortlock kehrte nach Kapstadt zurück und versteigerte das gekaperte Schiff und die Ladung. Nach einer Reihe von eidesstattlichen Erklärungen und Anhörungen zwischen dem Gericht in Kapstadt und dem Admiralitätsgericht in London wurde Mortlock ein Anteil von 9671 Rixdollar (Reichsthaler – entspricht etwa 1700 Pfund Sterling) der Beute zugesprochen und am 11. Januar 1800 an ihn ausgezahlt.
Im März 1801 wurde Mortlock dann anscheinend Opfer eines Komplotts und in Haft genommen. Er hatte vorher als Ladungsexperte an Bord des Handelsschiffs Chesterfield angeheuert. Das Schiff war vor der brasilianischen Küste von der britischen HMS Diomede abgefangen worden und hatte kompromittierende Papiere an Bord, sodass Mortlock wegen „verräterischer Korrespondenz mit den Spaniern“ festgenommen und wegen „Unterstützung des Feindes“ inhaftiert wurde. In der Folge wurde er wohl nach England verbracht. Der endgültige Ausgang des Verfahrens ist bis heute nicht geklärt, allerdings führte Mortlock später ein unbehelligtes Familienleben in Southwark, was darauf hindeutet, dass er sich einer ernsthaften Bestrafung entziehen konnte.
Im frühen 19. Jahrhundert betätigte sich Mortlock offenbar als Schiffseigner.
Die weitere Lebensgeschichte Mortlocks sowie auch sein Todesdatum und die Todesumstände liegen im Dunkeln.

## Mortlock als Namensgeber
Heute sind sowohl die Mortlock Islands (auch Nomoi-Inseln), zu denen auch Satawan gehört, als auch die Inselregion Mortlocks, die neben den Mortlock Islands (oder Lower Mortlocks) auch die Einzelinsel Nama und die Atolle Losap und Namoluk umfasst, nach James Mortlock benannt.

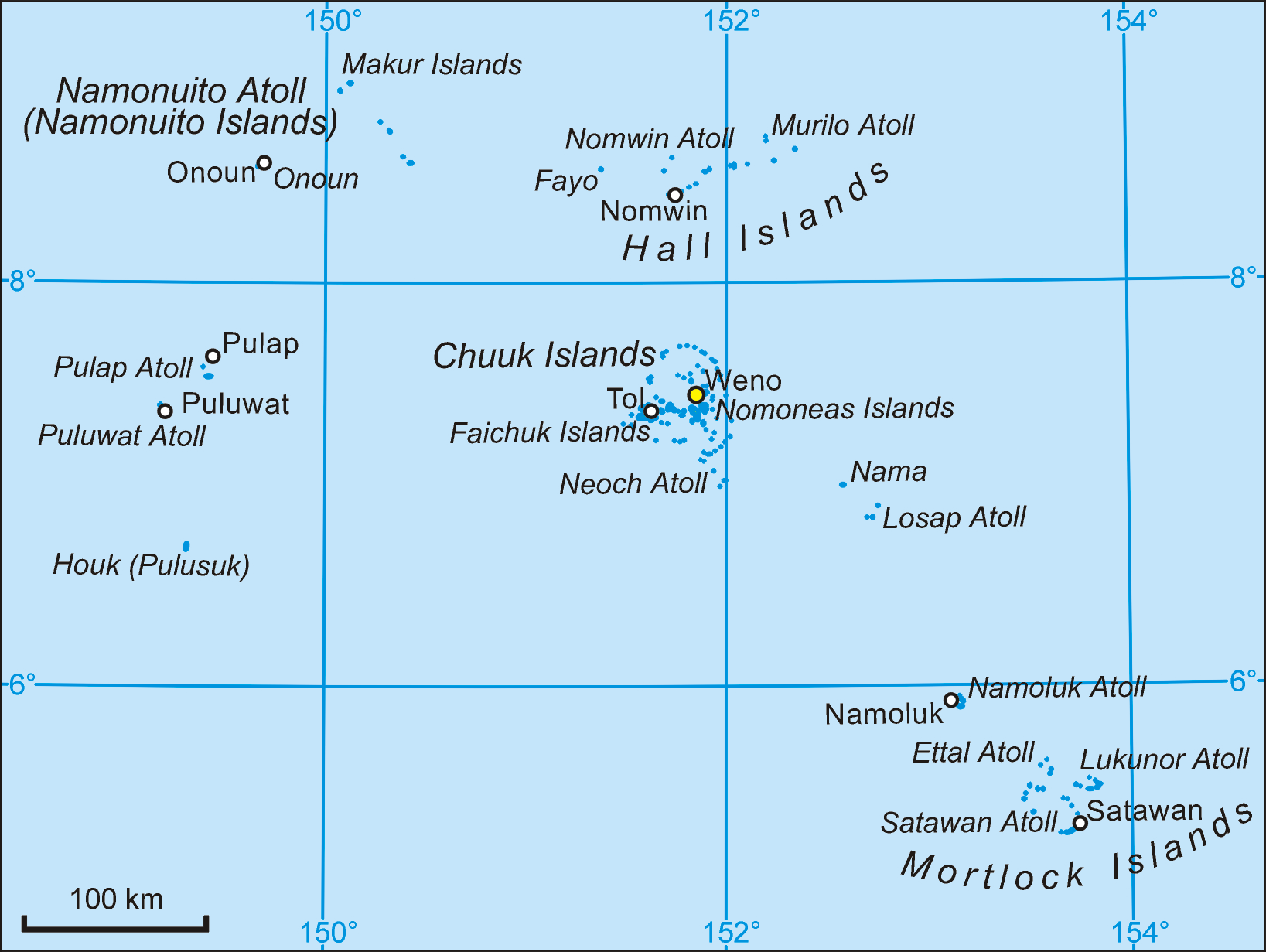
Karte des Bundesstaats Chuuk. Die Mortlock-Inseln im Bild unten rechts.

Die Mortlocks sind eine von fünf Inselregionen des Bundesstaates Chuuk der Föderierten Staaten von Mikronesien. Vom Truk-Atoll aus erstrecken sie sich in südöstlicher Richtung. Die Gemeinden der Inselregion wurden statistisch gegliedert in die Unterregionen Upper Mortlocks, Mid Mortlocks und Lower Mortlocks.
Das Deutsche Kolonial-Lexikon (herausgegeben 1920) gibt auch für die Tauu-Inseln den Namen Mortlockinseln als Zweitbezeichnung an.

## Familie
Vor seiner Reise mit der Young William hatte Mortlock am 25. April 1795 Elizabeth geheiratet, die zweite Tochter von John McLaurin aus Greenwich. Die Familie wohnte anscheinend in Southwark, wo 1804 die Tochter Harriett geboren und getauft wurde.